# Broughton (Hampshire)
Broughton es una localidad situada en el condado de Hampshire, en Inglaterra (Reino Unido), con una población estimada a mediados de 2016 de 1021 habitantes.
Tiene una escuela, una consulta, un bar, una tienda local, un café y una oficina de correos. La comunidad funciona y funda Broughton Community Shop, una empresa que se abrió en agosto de 2018, tras el cierre de la tienda local y oficina de correos anteriores debido a la jubilación de los dueños. 
El ayuntamiento radica el centro de la localidad. En 2019, fue renovado para incluir la tienda local, el café y la oficina de correos. El ayuntamiento es el hogar del Broughton Community Archive, que es una grande colección de fotos y documentos. Dr Robert Parr, un médico local, pasó 65 años creándolo. Esta colección fue donada con el espacio para almacenarla en el ayuntamiento.
Se encuentra ubicada al suroeste de la región Sudeste de Inglaterra, cerca de la ciudad de Winchester —la capital del condado—, de la costa del canal de la Mancha, de la frontera con la región Sudoeste de Inglaterra y al suroeste de Londres.